# ديك بلاكسلي
ديك بلاكسلي (بالإنجليزية: Dick Blakeslee)‏ هو ملحن وكاتب أغاني أمريكي، ولد في 15 سبتمبر 1921، وتوفي في 7 أبريل 2000.

## وصلات خارجية
- ديك بلاكسلي على موقع ميوزك برينز (الإنجليزية)
- ديك بلاكسلي على موقع أول ميوزيك (الإنجليزية)
- ديك بلاكسلي على موقع ديسكوغز (الإنجليزية)